# طرويل (مقاطعة)
مُقَاطَعَةُ طَرْوِيلَ (بالإسبانية: Teruel، تيـرويل) هي مقاطعة إسبانية تقع في شرق الدولة، تقع ضمن حدود منطقة أرغـون. عاصمتها هي مدينة طرويل، تنقسم المقاطعة إلى 236 بلدية.

## الجغرافيا
تقع مقاطعة طرويل في شرق إسبانيا تحدها من الشمال مقاطعة سرقسطة، ومن الجنوب مقاطعة بلنسية ومقاطعة قونكة، ومن الشرق مقاطعة طركونة ومقاطعة كاستيون، ومن الغرب مقاطعة وادي الحجارة. تبلغ مساحة مقاطعة طرويل 14.804 كم².

## الديموغرافيا
يبلغ عدد سكان مقاطعة طرويل 144.607 نسمة عام 2011 (وفقاً للمعهد الوطني للإحصاء الإسباني).
فيما يلي قائمة أكبر البلديات من حيث عدد السكان (بتاريخ 1 يناير 2011):
1. قونكة 35.288 نسمة
2. ألكانيث 16.420 نسمة
3. أندورا 8.324 نسمة
4. كالاموتشا 4.628 نسمة
5. كالاندا 4.004 نسمة
6. ألكوريسا 3.622 نسمة
7. أوترياس 3.270 نسمة
8. ثيا 2.905 نسمة
9. مونريال ديل كامبو 2.768 نسمة
10. فالديرروبليس 2.303 نسمة